# Lokomotiw Moskwa (piłka nożna plażowa)
PFK Lokomotiw Moskwa (ros. Пляжный Футбольный клуб «Локомотив» Москва, Pljażnyj Futbolnyj Kłub „Łokomotiw” Moskwa) – rosyjski klub piłki plażowej z siedzibą w Moskwie. Zdobywca klubowego mistrza świata z 2012r. oraz zwycięzca plażowej Ligi Mistrzów z 2013r.

## Sukcesy

### Krajowe
- Mistrzostwa Rosji 2010, 2011, 2012[1] -
- Mistrzostwa Rosji 2013[2] -
- Puchar Rosji - 2011, 2012, 2013[1] -
- Puchar Rosji - 2014[3] -
- Superpuchar Rosji - 2011[1] -

### Międzynarodowe
- Klubowe Mistrzostwa Świata 2011[1] -
- Klubowe Mistrzostwa Świata 2012[1] -
- Euro Winners Cup 2013[1] -